# Magnezijev aluminat
Magnezijev aluminat (MgAl2O4) je kemijski spoj. Aluminat je magnezija. Spada u okside i hidrokside iz grupe spinela. Po Strunzovoj sistematici minerala oznake je 04.BB.05.

## Proizvodnja
Dobiva ga se na nekoliko načina:
- izravna kemijska reakcija magnezijeva i aluminijeva oksida
- sol-gel postupak

## Osobine
Magnezijev aluminat je stabilan. Tipičan je za kontaktnu metamorfozu. Nemagnetičan je. Mikrostruktura mu umnogome određuje osobine. Kubna je kristalna sustava. Po Mohsovoj ljestvici tvrdoća mu iznosi od 7,5 do 8. Indeks prelamanja je 1,719. Ogreb mu je bijel. Nije kalav. 

## Primjene
- Vatrostalna keramika. Osobito se primjenjuje kao zaštita prevlaka na različitim podlogama.
- Vrsta magnezijevog aluminata je spinel čije se obojene vrste ubrajamo u drago kamenje.

## Poveznice
- Skupina spinela